# Plenter- und Femelwälder
Die Plenter und Femelwälder auf den Gemarkungen Loßburg und Schömberg wurden vom Landrat von Freudenstadt am 31. Oktober 1939 durch Verordnung als Landschaftsschutzgebiet ausgewiesen.

## Lage
Das Landschaftsschutzgebiet Plenter- und Femelwälder liegt westlich von Loßburg zwischen der Ortslage und der Talsperre Kleine Kinzig. Es besteht aus fünf Teilgebieten. Es liegt in den Naturräumen Grindenschwarzwald und Enzhöhen und Mittlerer Schwarzwald.

## Bedeutung
Die Wälder um Loßburg und Schömberg wurden traditionell als Plenterwald und als Femelwald genutzt, wodurch sehr ursprünglich und naturnah wirkende Waldbilder entstanden sind. Die damalige Bewirtschaftungsweise kommt der heute üblichen naturnahen Waldwirtschaft sehr nahe. Um dieses Landschaftsbild zu erhalten und die Bestände von der damals üblichen schlagweisen Bewirtschaftung und anderen Beeinträchtigungen zu schützen, wurden die Wälder unter den Schutz des Reichsnaturschutzgesetzes gestellt.

## Zusammenhängende Schutzgebiete
Das Landschaftsschutzgebiet grenzt an die Landschaftsschutzgebiete Ödenwald und Ehlenbogener Tal an.